# Bobby Jones (koszykarz)
Bobby Jones, właśc. Robert Clyde Jones (ur. 18 grudnia 1951 w Charlotte) – amerykański koszykarz, występujący na pozycjach niskiego lub silnego skrzydłowego, srebrny medalista letnich igrzysk olimpijskich w Monachium. W latach 1974–1978 występował w NBA, w drużynie Denver Nuggets, a od 1978 do 1986 był zawodnikiem Philadelphia 76ers.

## Osiągnięcia

### NCAA
- Uczestnik rozgrywek NCAA Final Four (1972)
- Mistrz:
  - turnieju konferencji Atlantic Coast (ACC – 1972)
  - sezonu regularnego konferencji ACC (1972)
- Zaliczony do II składu All-American (1974)[2]

### ABA
- Finalista ABA 1976[3]
- Uczestnik meczu gwiazd ABA (1976)[3]
- Zaliczony do:
  - I składu:
    - debiutantów ABA (1975)[3]
    - defensywnego ABA (1975–1976)[3]

  - II składu ABA (1976)[4]
- 2-krotny lider ABA w skuteczności rzutów z gry (1975, 1976)[3]

#### Rekordy ABA
- Lider wszech czasów ABA w skuteczności rzutów z gry (59,2%)[5]
- Rekordzista ABA w:
  - skuteczności rzutów z gry:
    - (60,4%) podczas pojedynczego sezonu (1974/75)[6]
    - (60,4%) uzyskanej przez debiutanta w trakcie pojedynczego sezonu (1974/75)[6]

  - liczbie przechwytów (167) uzyskanych przez debiutanta w trakcie pojedynczego sezonu (1974/75)
  - średniej przechwytów (1,99) uzyskanych przez debiutanta w trakcie pojedynczego sezonu (1974/75)

### NBA
- Mistrz NBA (1983)[7]
- 2-krotny wicemistrz NBA (1980, 1982)[7]
- Najlepszy rezerwowy sezonu (1983)[8]
- Uczestnik meczu gwiazd:
  - NBA (1977–78, 1981–82)[2]
  - Legend NBA (1989–1993)[9]
- Wybrany do:
  - I składu defensywnego NBA (1977–84)[10]
  - II składu defensywnego NBA (1985)[2]
- Lider NBA w skuteczności rzutów z gry (1978)[11]
- Klub Philadelphia 76ers zastrzegł należący do niego w numer 24[12]

### Reprezentacja
- Wicemistrz olimpijski (1972)[13]

### Inne
- Zaliczony do Galerii Sław Koszykówki im. Jamesa Naismitha (2019)[14]